# Bassecq
Der Bassecq ist ein kleiner Fluss in Frankreich, der im Département Landes in der Region Nouvelle-Aquitaine verläuft. Er entspringt im nördlichen Gemeindegebiet von Pouillon, entwässert in einem Bogen über Süd generell Richtung Westnordwest und mündet nach rund 16 Kilometern an der Gemeindegrenze von Siest und Heugas als linker Nebenfluss in den Luy. 

## Orte am Fluss
(Reihenfolge in Fließrichtung)
- Couquerot, Gemeinde Pouillon
- La Bassecq, Gemeinde Pouillon
- Bordenave, Gemeinde Bénesse-lès-Dax
- Haubardin, Gemeinde Gaas
- Loustalot, Gemeinde Cagnotte
- Mondiet, Gemeinde Heugas
- Lahitte, Gemeinde Heugas
- Le Bordes, Gemeinde Saint-Lon-les-Mines
- Siest